# Трейнта и Трес (департамент)
Трѐйнта и Трес (на испански: Treinta y Tres в превод „Трийсет и три“) е един от 19-те департамента на южноамериканската държава Уругвай. Намира се в източноцентралната част на страната. Общата му площ е 9529 км², а населението е 49 318 жители (2004 г.) Столицата му е едноименния град Трейнта и Трес. Името на департамента идва от 33-мата уругвайци, които са спомогнали за независимостта на страната от Бразилия през 19 век.